# Бектобе (городище)
Бектобе — остатки средневекового городища в Жамбылской области Казахстана. Находятся на берегу реки Асса, в 15—16 км к западу от Тараза, на западной окраине села Бектобе. В 1938 году исследовалось областной археологической экспедицией по руководством А. Н. Бернштама). По мнению большинства исследователей (В. А. Каллаур, А. Н. Бернштам, К. М. Байпаков), Бектобе идентифицируется с городом Джувикат, расположенным в средневековье на Шёлковом пути. По сведениям Абу ал-Фараджа Кудамы ибн Джафара, Джувикат располагался между Шавгаром и Таразом. Детальные исследовательские работы в Бектобе не проводились. Обнаруженные во время археологической разведки в верхней части Бектобе предметы позволяют датировать это городище VII—XII веками.